# Premi de Novel·la Ciutat de Torrevella
El Premi de Novel·la Ciutat de Torrevella (oficialment, Premio de Novela Ciudad de Torrevieja) va ser un premi literari valencià que va concedir des del 2001 fins al 2011 l'Ajuntament de Torrevella (Baix Segura) i l'editorial Plaza & Janés (pertanyent al grup Random House Mondadori), a una novel·la inèdita escrita en espanyol.
El jurat estava compost per escriptors famosos, autoritats locals i editors de Plaza & Janés. En el moment de la seua creació, va ser considerat com "el premi millor dotat d'Espanya" (amb 360.607 € de dotació) amb la intenció d'atreure el prestigi local i internacional, però molt pocs mesos després la quantia va ser superada pel Premi Planeta, que va duplicar la seva dotació fins als 601.000 €. Quan va desaparèixer el Premi de Novel·la Ciutat de Torrevella era el tercer premi literari de major quantia en el món després del Premi Nobel de Literatura i el Premi Planeta.
Al principi el premi es concedia de forma biennal, però a partir de la segona edició, en 2003, es va celebrar de forma anual, i a l'any següent, corresponent a la tercera edició (2004), es va atorgar també un premi per al finalista dotat amb 125.000 €, que es va concedir durant sis edicions, ja que dos anys abans de la cancel·lació del certamen va deixar d'atorgar-se.
La cancel·lació total del premi després de només deu edicions va ser a causa del gran deute de l'Ajuntament de Torrevella a causa de la crisi econòmica.

## Guanyadors
- 2001 - Javier Reverte, per La noche detenida
- 2003 - Juan José Armas Marcelo, per Casi todas las mujeres
- 2004 - Zoé Valdés, per La eternidad del instante
- 2005 - César Vidal, per Los hijos de la luz
- 2006 - Jorge Bucay, per El candidato
- 2007 - José Carlos Somoza, per La llave del abismo[2]
- 2008 - Juan Gómez-Jurado, per El emblema del traidor
- 2009 - Àlex Rovira i Francesc Miralles, per La última respuesta[3]
- 2010 - Gustavo Martín Garzo, per Tan cerca del aire[4]
- 2011 - Jordi Sierra i Fabra, per Sombras en el tiempo

## Finalistes
- 2001 - No hi existeix la categoria.
- 2003 - No hi existeix la categoria.
- 2004 - Javier Sierra, per La cena secreta
- 2005 - José Calvo Poyato, per La orden negra
- 2006 - Ignacio García-Valiño, per Querido Caín
- 2007 - Juan Cobos Wilkins, per El mar invisible[2]
- 2008 - Alejandro Palomas, per El secreto de los Hoffman
- 2009 - Andrés Pascual, per El compositor de tormentas[3]
- 2010 - Es cancel·la la categoria.